# Финале Купа УЕФА 2007.
Финале Купа УЕФА 2007. је било одиграно 16. маја 2007. на стадиону Хемден Парк у Глазгову, Шкотска. Састали у се два шпанска клуба Севиља и Еспањол, а победила је Севиља са 3:1 тек након извођења пенала. Резултат после регуларног тока утакмице је био 2:2, а после су играни продужеци где такође није било голова. Севиља је на тај начин одбранила титулу у Купу УЕФА освојену 2006. године, и тако је после Реала из Мадрида (освојио Куп УЕФА 1985 и 1986. године) постала други тим са таквим успехом.

## Пут до финала
Резултати финалиста до финала су приказани укупно после два меча :
| - Еспањол - Шеснаестинафинала — Ливорно 4 : 1 - Осминафинала — Макаби Хаифа 4 : 0 - Четвртфинале — Бенфика 3 : 2 - Полуфинале — Вердер Бремен 5 : 1 |  | - Севиља - Стеауа Букурешт 3 : 0 - Шахтјор Доњецк 5 : 4 (про) - Тотенхем хотспур 4 : 3 - Осасуна 2 : 1 |

## Утакмица

### Детаљи
| Еспањол                                                                  | 2 – 2 (прод)         | Севиља                                                                 |
| ------------------------------------------------------------------------ | -------------------- | ---------------------------------------------------------------------- |
| Ријера 28’ · Жонатас 115’ · Луис Гарсија · Пандијани · Жонатас · Торехон | Извештај 1 – 3 (пен) | Кореја 18’ · Кануте 105’ · Кануте · Драгутиновић · Дани Алвес · Пуерта |

| Освајач Купа УЕФА 2006/07. |
| -------------------------- |
| ФК Севиља 2. трофеј        |